# Finsteraarhorn
Finsteraarhorn (4274 m n. m.) je nejvyšší horou Bernských Alp. Leží na území Švýcarska na hranicích kantonů Valais a Bern. Jedná se o nejvyšší horu kantonu Bern a zároveň nejvyšší horu Alp ležící mimo hlavní hřeben. V roce 2001 byl celý masiv Finsteraarhornu s okolními ledovci zapsán na seznam světového dědictví. Na vrchol lze vystoupit od chaty Finsteraarhornhütte (3048 m n. m.). Horu obklopují ledovce Fieschergletscher na západě, Unteraargletscher a Oberaargletscher na východě a Unterer Grindelwaldgletscher na severu.
Na vrchol jako první vystoupili 10. srpna 1829 Jakob Leuthold a Johann Währen.